# Kæmpetukan
Kæmpetukan (latin: Ramphastos toco) er en fugl i familien tukaner i ordenen spættefugle, der lever i Sydamerika.